# Funky Beat: The Best of Whodini
Funky Beat: The Best of Whodini è una raccolta del gruppo Whodini.

## Tracce
1. Magic's Wand – 5:39
2. Haunted House of Rock – 6:33
3. Five Minutes of Funk – 5:24
4. Freaks Come Out at Night – 4:44
5. Big Mouth – 2:50
6. Escape (I Need a Break) – 3:43
7. Friends – 4:40
8. Funky Beat – 5:05
9. One Love – 5:34
10. I'm a Ho – 4:05
11. Be Yourself – 3:23
12. Rock You Again (Again & Again) – 5:26
13. Judy – 3:50
14. Keep Running Back – 3:35
15. The Whodini Mega Mix: Five Minutes of Funk/Friends/Freaks Come Out at Night – 7:16